# Sakurajima
Sakurajima (japanska  桜島, bokstavligt körsbärsön) är en aktiv stratovulkan i Japan. Den ligger på den tidigare ön, numera halvön med samma namn, cirka 9 kilometer öster om storstaden Kagoshima på Kyushu i södra Japan. Lava från ett utbrott 1914 skapade den nuvarande landförbindelsen. Sakurajima är Japans mest aktiva vulkan. Sedan 1055 har den uppvisat kontinuerlig aktivitet av varierande styrka. 